# Keratella armadura
Keratella armadura är en hjuldjursart som beskrevs av Stemberger 1990. Keratella armadura ingår i släktet Keratella och familjen Brachionidae. Inga underarter finns listade i Catalogue of Life.